# Ioannis Santorinaios
Ioannis Santorinaios (em grego:  Ιωάννης Σαντοριναιος; nasceu? – faleceu?) foi um ciclista grego. Ele competiu em dois eventos nos Jogos Olímpicos de Verão de 1906 e uma em Londres 1908.